# 建福寺 (郡山市)
建福寺（けんぷくじ）は、福島県郡山市西田町木村に所在する臨済宗妙心寺派の寺院。正式には法輪山 建福寺。

## 概要
創建の時期ははっきりしないが、1583年（天正11年）、当時の領主であった木村越中守が田村清顕により滅ぼされ、その家臣橋本刑部がこの地を治める際に人心を治めるため福聚寺より首座和尚の慈雲意公和尚を招いたのが始まりと思われる。
境内に樹齢250年といわれる美しい枝垂桜の木があることでも知られ、開花時期の夜間にはライトアップが行なわれる。
また、毎月第1、第3日曜日の坐禅会や、各観音菩薩の例祭など、ほぼ毎月、様々な行事を開催している。

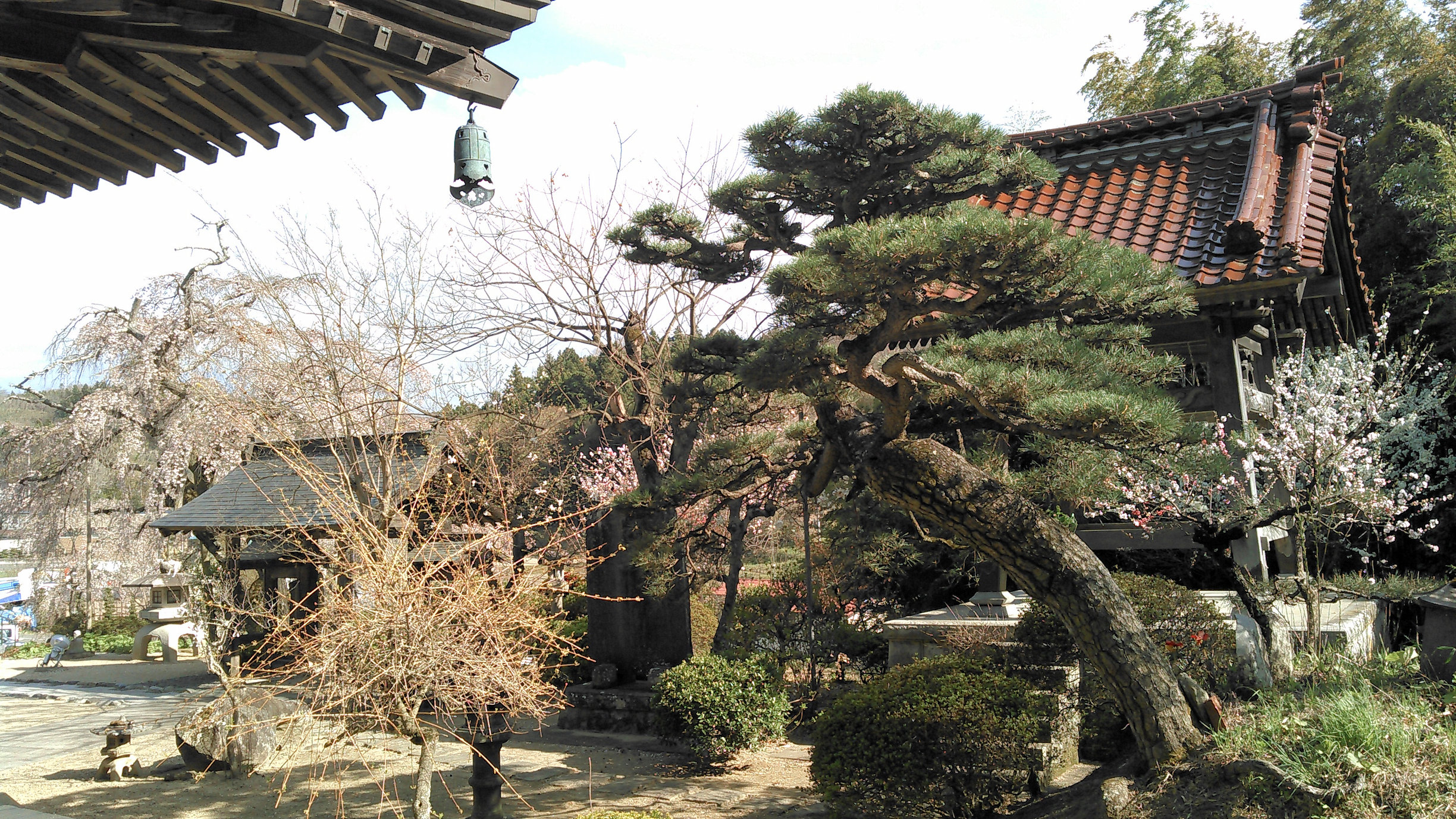
本堂周辺
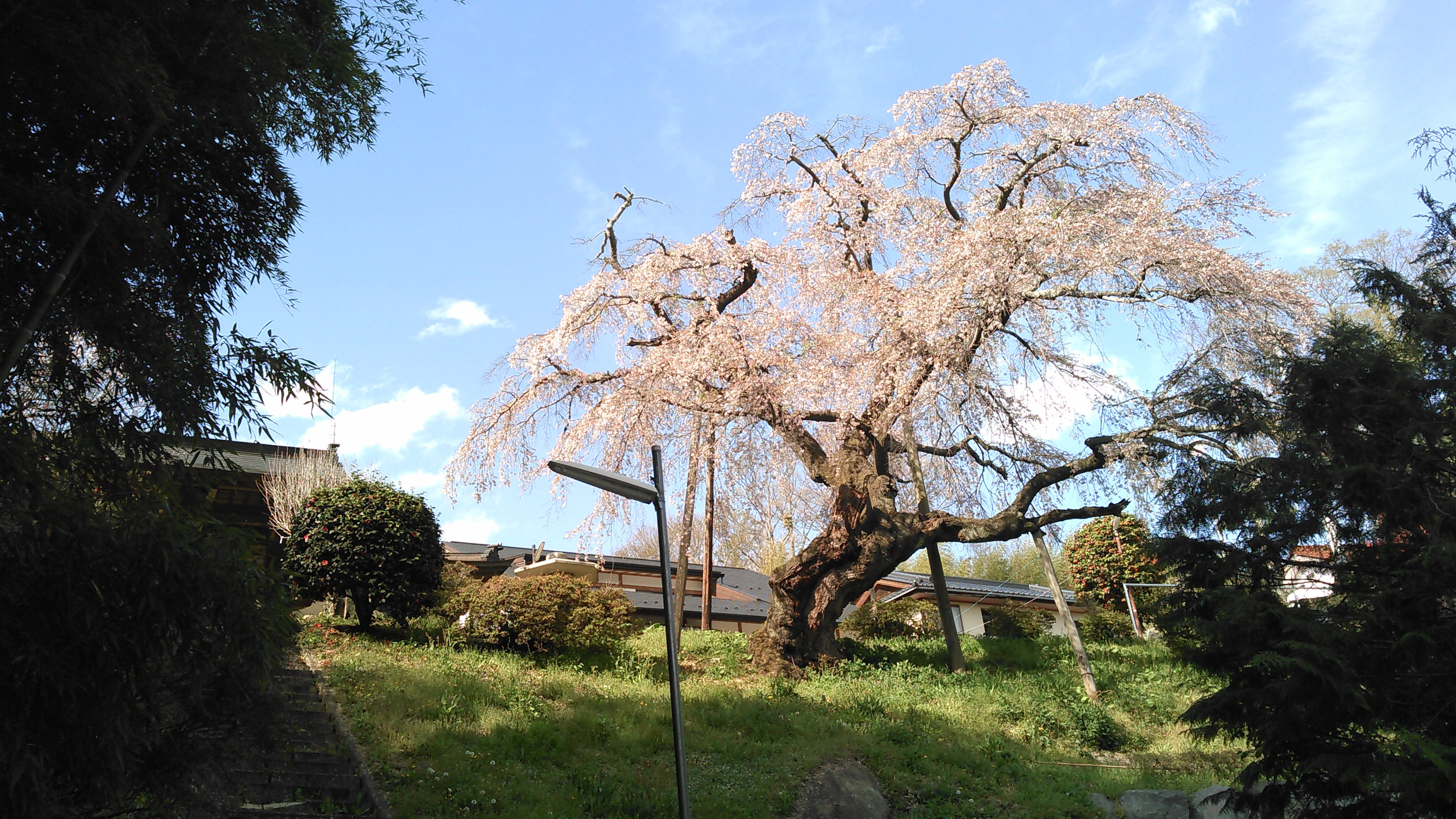
枝垂桜
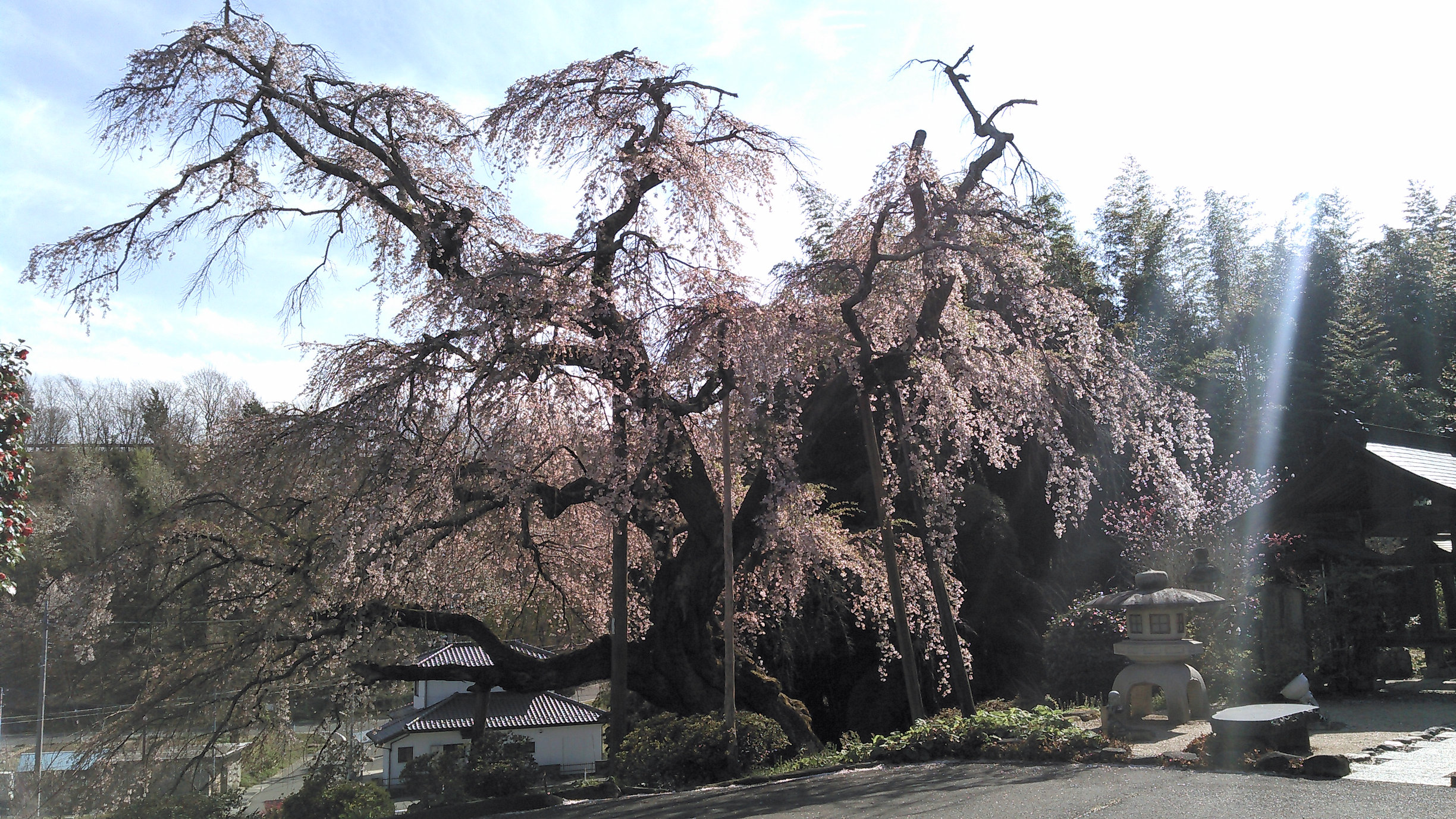
枝垂桜 本堂側

## 歴史
- 1583年（天正11年）頃、慈雲意公により創建
- 1690年（元禄3年）、東西7間南北4間3尺の本堂を建立
- 1827年（文政10年）、現在の本堂を建立
- 2003年（平成15年）、本堂の天井、壁、外観の一部を改修

## 行事

### 坐禅会
毎月第1、第3日曜日の午前7時より1時間程度。参加費無料。
初心者向けの指導がある他、半跏趺坐や結跏趺坐が困難な参加者は椅子禅も可能。

### その他
ほぼ毎月、様々な祭礼あり。詳細は公式サイト年間行事予定表参照。

## 寺院周辺
- 木村神社 - 木村館跡、付近は古館山公園として整備され、戦国時代の物見櫓風の展望台あり
- 磐越自動車道郡山東インターチェンジ

## 交通アクセス
- 磐越自動車道郡山東インターチェンジから車で約7分